# Samuele Ricci
Samuele Ricci (Pontedera, Italia, 21 de agosto de 2001) es un futbolista italiano que juega como centrocampista y milita en el A. C. Milan de la Serie A de Italia.

## Trayectoria

### Empoli
Se formó en las reservas juveniles de Empoli y comenzó a jugar para el equipo Sub-19 en la temporada 2018-19. Fue convocado al primer equipo por primera vez en abril de 2019, pero permaneció en el banquillo en esa ocasión.
Hizo su debut profesional en la Serie B con el Empoli el 21 de septiembre de 2019 en el partido contra el Cittadella. Sustituyó a Leo Štulac en el minuto 67.

## Selección nacional

### Categorías inferiores
Fue convocado por primera vez a la selección sub-17 en diciembre de 2017 para un amistoso contra Francia.
Fue incluido en el equipo para disputar el Campeonato Europeo Sub-17 de la UEFA 2018 y jugó en 5 de 6 partidos, 4 de ellos como titular. Comenzó el último partido y anotó el primer gol de Italia en el empate 2-2, pero fue sustituido antes de que Italia perdiera ante los Países Bajos en la tanda de penales y terminara como subcampeón.
En el Campeonato Europeo de la UEFA Sub-19 2019, comenzó los tres partidos cuando Italia fue eliminada en la fase de grupos.
El 13 de octubre de 2020 debutó con la selección sub-21 de Italia jugando como titular en el partido de la clasificación ganado por 2-0 contra la República de Irlanda en Pisa.

### Absoluta
El 4 de junio de 2022 debutó con la selección absoluta en un encuentro de la Liga de Naciones de la UEFA 2022-23 ante Alemania que finalizó en empate a uno.

## Estadísticas
| Club                 | Temporada     | Liga          | Liga  | Liga  | Copa  | Copa  | Europa | Europa | Otros | Otros | Total | Total |
| Club                 | Temporada     | División      | Part. | Goles | Part. | Goles | Part.  | Goles  | Part. | Goles | Part. | Goles |
| -------------------- | ------------- | ------------- | ----- | ----- | ----- | ----- | ------ | ------ | ----- | ----- | ----- | ----- |
| Empoli F.C. · Italia | 2018–19       | Serie A       | 0     | 0     | 0     | 0     | —      | —      | —     | —     | 0     | 0     |
| Empoli F.C. · Italia | 2019–20       | Serie B       | 29    | 0     | 1     | 0     | —      | —      | —     | —     | 30    | 0     |
| Empoli F.C. · Italia | 2020–21       | Serie B       | 0     | 0     | 0     | 0     | —      | —      | —     | —     | 0     | 0     |
| Total carrera        | Total carrera | Total carrera | 29    | 0     | 1     | 0     | —      | —      | —     | —     | 30    | 0     |